# Les Discrets
Les Discrets est un groupe de shoegazing et post-rock français. Il est formé et dirigé par Fursy Teyssier, qui en était le seul membre jusqu'en 2009. Le groupe publiera, depuis, deux albums, en 2010 et 2012. Leur troisième album, Prédateurs, est publié en 2017.

## Biographie

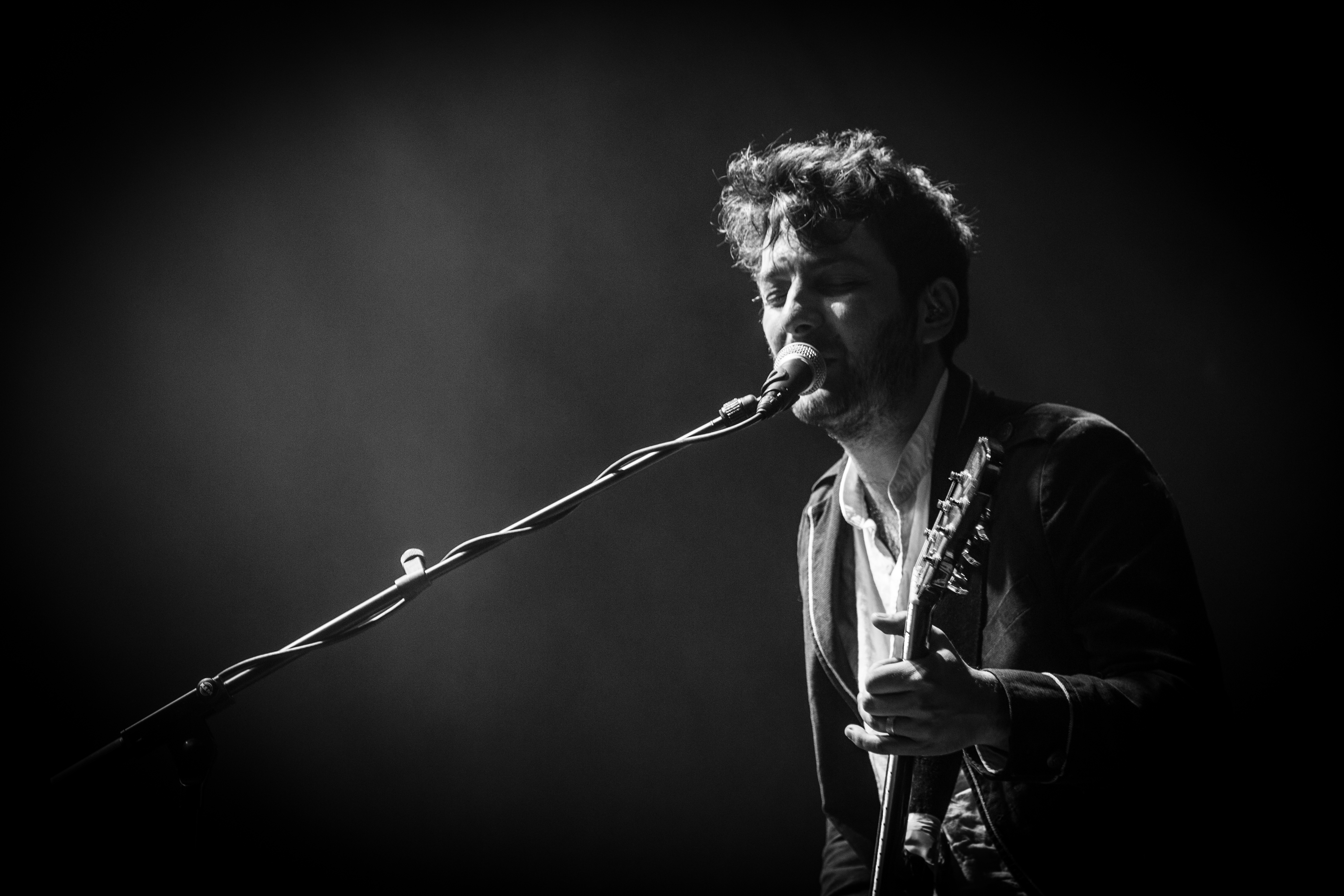
Fursy Teyssier au Roadburn Festival en 2017.

Formé en 2003, Les Discrets est un projet musical créé à côté du projet Phest (duquel Fursy était un membre) dont le but est pour Fursy, qui est aussi illustrateur, d'exprimer des concepts similaires à ceux que l'on trouve dans ses travaux artistiques. Deux musiciens français, Winterhalter et Audrey Hadorn rejoignent le projet en 2009.
En avril 2009, Les Discrets signent un contrat de cinq albums avec le label allemand Prophecy Productions. En décembre de la même année, le groupe publie un Split avec le groupe Alcest en 2009, et poursuit avec son premier album, Septembre et ses dernières pensées en mars 2010. Selon le magazine allemand Sonic Seducer, l'album se caractérise par une musique romantique sombre qui ne correspond à aucun genre musical typique Le 18 juillet 2010, Fursy ajoute sur son site Internet qu'un second album avait été composé et que son enregistrement était prévu.
Fursy et Winterhalter étaient tous deux membres du groupe désormais dissous Amesoeurs, et Fursy fut également un membre live du groupe Alcest jusqu'à juin 2010. Winterhalter est le batteur de ce groupe. En février 2012, le groupe publie son second album, Ariettes oubliées. En 2013, Teyssier annonce que Winterhalter et Neige (bassiste live) quittent le groupe afin de se consacrer à leur projet principal, Alcest.
En 2016, Teyssier annonce la sortie d'un EP, Virée nocturne prévu pour août 2016, ainsi qu'un album, Prédateurs, prévu pour début 2017. La liste des titres et la couverture de l'album sont révélées en février 2017. Prédateurs sort officiellement le 21 avril 2017.

## Membres

### Membres actuels
- Fursy Teyssier - chant, guitare, basse, claviers (depuis 2003)
- Audrey Hadorn - chant parlé (depuis 2009)

### Anciens membres
- Winterhalter - percussions (2009–2013)

### Anciens Membres live
- Zero - guitare, chœur (jusqu'à 2012)
- Neige - basse (2009–2013)

### Membres live Actuels
- Jean J. - batterie (depuis 2016)
- Brice B. basse

(depuis 2016)
- Miguel G. guitare, chœur (depuis 2016)

## Discographie

### Albums studio
- 2010 : Septembre et ses dernières pensées
- 2012 : Ariettes oubliées...
- 2017 : Prédateurs

### Splits
- 2009 : Les Discrets / Alcest (avec Alcest)
- 2011 : Les Discrets / Arctic Plateau (avec Arctic Plateau)

### Autres
- 2010 : Whom the Moon a Nightsong Sings
- 2015 : Live at Roadburn